# Pierre Barthère
Pierre Barthère (Montauban, 3 de junio de 1989) es un jugador francés de rugby de ascendencia española que se desempeña como tercera línea en el club CA Castelsarrasin de Fédérale 1. Además de competir con su club en Francia, es internacional absoluto con la Selección Española, donde acumula 17 caps.